# Burgou (gâteau)
Pour les articles homonymes, voir Burgou (homonymie).
Le burgou est une spécialité pâtissière limousine, réalisée par les pâtissiers du sud de Haute-Vienne à partir de pâte feuilletée[Information douteuse] et de châtaignes.
Cette spécialité porte le nom d'un bandit limousin, Burgou, originaire des monts de Châlus.

## Accord mets / vin
Traditionnellement, le burgou est servi avec un vin blanc du vignoble de Verneuil-sur-Vienne, ou de Corrèze.